# Worms (spelserie)
Worms är en spelserie av turordningsbaserade strategispel utvecklade av Team17 Software. Spelarna kontrollerar en liten grupp av antropomorfiska maskar över ett deformerbart landskap i kamp mot dator- eller spelarkontrollerade lag. Spelen innehåller färgstark och humoristisk serietidningsinsprirerad grafik och en varierad arsenal av bisarra vapen.
Spelet, vars koncept utvecklades av Andy Davidson, har beskrivits som en korsning mellan Cannon Fodder och Lemmings. Spelet är en del av vidare genre av turbaserade spel där varje spelare styr figurer som duellerar med projektilvapen. Bland föregångarna finns bland annat Scorched Earth och Gorilla.

## Spel i serien
Worms-serien består av många spel som kan kategoriseras i olika generationer baserat på vilken spelmotor de använder sig av.
| 2D-spel | 2D-spel                                                               | 2D-spel                                                                       | 3D-spel                                                                      |
| Första generationen | Andra generationen                                                    | Tredje generationen                                                           | Första generationen                                                          |
| --- | --------------------------------------------------------------------- | ----------------------------------------------------------------------------- | ---------------------------------------------------------------------------- |
| - Worms (1994) - Worms Reinforcements (1995) - Worms & Reinforcements United (1996) - Worms: The Director's Cut (1997) | - Worms 2 (1997) - Worms Armageddon (1999) - Worms World Party (2001) | - Worms: Open Warfare (2006) - Worms HD (2006) - Worms: Open Warfare 2 (2007) | - Worms 3D (2003) - Worms Forts: Under Siege (2004) - Worms 4: Mayhem (2005) |

Ett antal Worms-inspirerade spinoff-spel har också släpps, bland annat Worms Pinball (1999) och Worms Blast (2002). Worms Breakout och Worms Breakout 2, fanspel baserade på det populära arkadspelet Breakout (spel) finns tillgängliga för nedladdning på den officiella Worms Armaggeddon-sajten. Freeware-spel baserade på Worms-konceptet finns också, bland annat Liero, Wurmz! and Gusanos, vilka alla använder en realtids- istället för turbaserad spelmodell.
Kommersiella spel som har lånat från Worms-konceptet inkluderar Hogs of War (2002), en 3D-variant utvecklad av  Infogrames för PlayStation och PC med grisar istället för maskar, och Snails utvecklat för Pocket PC.
Team17 som äger rättigheterna till spelserien har huvudsakligen fokuserat på utveckling av nya 3D-varianter av spelet men har också släppt en ny 2D-variant för Nintendo DS och PSP vid namn Worms: Open Warfare. Därtill ska Worms HD snart släppas till Xbox Live Arcade. Tidigare har också Worms World Party återsläppts till många handhållna spelsystem så som Game Boy Advance, Pocket PC och N-Gage.